# Omicidio di Dax
L'omicidio di Davide Cesare (Brescia, 7 novembre 1976 - Milano, 16 marzo 2003), noto come Dax, è avvenuto nella mattinata del 16 marzo 2003 a Milano.
Nonostante gli autori del delitto abbiano smentito l'appartenenza a ogni gruppo politico, la loro forte simpatia per ambienti di estrema destra ha conferito all'evento e al processo che ne è seguito una vasta risonanza, sia in Italia sia all'estero.

## Storia

### L'antefatto
Davide Cesare, detto Dax, aveva 26 anni, abitava a Rozzano, in provincia di Milano, e aveva una figlia di sei anni avuta con una ragazza di Ghedi; separatosi dalla compagna, era tornato a Rozzano e lavorava come operaio e camionista presso la Trezzi Tubi di Vimodrone, ed era militante del centro sociale milanese di via Emilio Gola. A Milano la settimana prima del suo omicidio, precisamente il 10 marzo 2003, Federico Morbi fu apostrofato e poi aggredito in via Ludovico Lazzaro Zamenhof mentre, diretto al Parco Baravalle, portava a passeggio il proprio cane rottweiler di nome "Rommel", in onore del generale dei Deutsches Afrikakorps. Proprio il sentirlo chiamare il cane, con un nome indice di simpatie neonaziste, scatenò contro Morbi un'aggressione che fu denunciata il giorno seguente alla polizia. Morbi riportò lesioni giudicate guaribili in cinque giorni. Gli autori dell'aggressione, circa una decina di persone, furono dallo stesso aggredito indicate come appartenenti all'area antagonista di estrema sinistra e gravitanti nella stessa zona.

### L'aggressione
La notte del 16 marzo, Davide Cesare si trovava in un bar di Milano, nella zona ticinese, in via Brioschi, insieme ad altri tre amici, militanti del centro sociale O.R.So. Usciti per fumare una sigaretta assieme, i quattro furono vittime di un agguato premeditato da Federico, Mattia e Giorgio Morbi i quali erano convinti di aver rintracciato gli autori dell'aggressione subita la settimana precedente. I quattro militanti dei centri sociali furono aggrediti e non fecero in tempo a difendersi. Due furono accoltellati: uno di loro, ferito da una decina di coltellate nelle parti vitali, si salvò solo dopo un'operazione durata l'intera notte, mentre per Davide Cesare i colpi furono fatali.

### I disordini del San Paolo
Appena diffusa la notizia del decesso, alcuni militanti della sinistra antagonista si ritrovarono all'esterno dell'ospedale San Paolo, dove erano ricoverate le vittime dell'aggressione, per sincerarsi delle loro condizioni. Essi non sapevano che Davide Cesare era morto. Polizia e Carabinieri si schierarono all'esterno dell'edificio per impedire loro l'accesso al pronto soccorso. Raggiunte da rinforzi, le forze dell'ordine decisero di bloccare l'accesso agli amici e compagni della vittima sopraggiunti per avere notizie dell'amico. Ne seguirono scontri verbali e pestaggi per strada e nei corridoi dell'ospedale, poi denunciati alle forze dell'ordine.
A causa di questi avvenimenti il personale del pronto soccorso dovette interrompere il servizio fino alle sette del mattino seguente e molti pazienti furono spostati in altre strutture per ricevere adeguate cure..

## Il processo
Nel maggio 2004 ci furono le sentenze. Federico Morbi, il maggiore dei due fratelli, fu condannato a sedici anni e otto mesi di reclusione. Il padre, inizialmente prosciolto perché non ritenuto responsabile dell'aggressione, è stato condannato a una reclusione di tre anni e quattro mesi per il tentato omicidio di uno degli altri ragazzi aggrediti quella notte. Al figlio minore, Mattia Morbi (che aveva 17 anni la sera dell'omicidio), il Tribunale dei Minori ha concesso l'affidamento in prova in una comunità per un periodo di tre anni. Le pene inflitte non si discostano di molto da quelle richieste dal Pubblico Ministero Nicola Di Plotti, che aveva ritenuto applicabile la detenzione per diciotto anni al primo e per cinque al secondo. Alle pene detentive vanno aggiunti 150 000 euro di risarcimento alla madre, 100 000 alla compagna e 100 000 alla figlia della vittima. Uno degli avvocati che rappresentò la famiglia Cesare nel processo era Giuliano Pisapia, che sarebbe poi diventato sindaco di Milano il 1º giugno del 2011.
Per quanto riguarda, invece, i fatti accaduti all'ospedale San Paolo, la sentenza di primo grado è arrivata nel 2006 con tre condanne e quattro assoluzioni. Due compagni di Davide Cesare sono stati condannati a un anno e otto mesi, mentre un maresciallo dei carabinieri a sette mesi. I giudici hanno inoltre imposto ai militanti il pagamento di una provvisionale per risarcimenti di 100 mila euro. Assolti, invece, sia altri due militanti dei centri sociali milanesi, sia altri due esponenti delle forze dell'ordine, per i quali la Procura della Repubblica aveva chiesto la condanna. In sede di processo d'appello, il maresciallo dei carabinieri è stato invece assolto, restando confermate le altre decisioni del tribunale; la sentenza d'appello è stata confermata dalla Cassazione nel 2009.
Il centro sociale O.R.So è stato nel frattempo sgomberato l'11 ottobre 2006.

## Conseguenze politiche

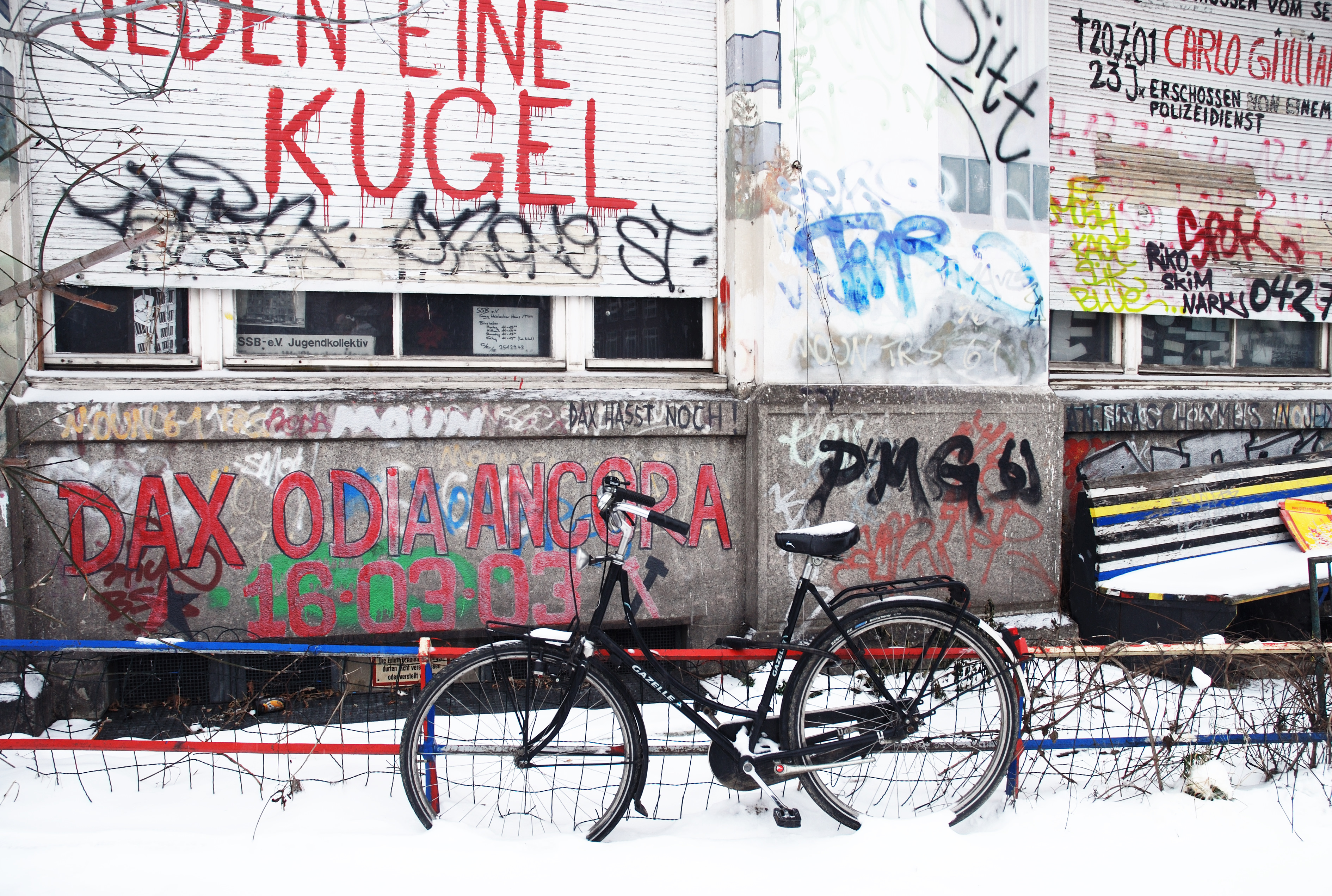
Graffiti in ricordo di Davide Cesare "Dax odia ancora" nel quartiere di Kreuzberg, Berlino (2010)

In occasione del funerale di Davide Cesare, tenutosi a Rozzano il 22 marzo 2003, si è svolta una grande manifestazione durante la quale la Banda Bassotti ha suonato per rendere omaggio al morto: alla cerimonia erano presenti circa 1200 persone provenienti da tutta la Lombardia.
L'uccisione acuì le tensioni tra estrema destra e l'estrema sinistra in una crescente violenza che ha ricordato gli anni di piombo. Davide Cesare è diventato un simbolo della lotta antifascista e anticapitalista per i movimenti di sinistra e i partiti comunisti che hanno organizzato in suo nome eventi e manifestazioni di natura politica. Una lapide commemorativa fu posta in via Brioschi (la strada in cui Davide Cesare fu ucciso). Graffiti in memoria di Davide Cesare sono piuttosto comuni a Milano, spesso accompagnati da scritte come "Dax vive" e "Dax odia ancora". Nel 2007, la cancellazione da parte del Comune di uno di questi graffiti, posto alla Darsena, sollevò alcune polemiche e fu condannata dalle associazioni di attivisti e da alcuni membri della giunta comunale. L'allora assessore alla Cultura del Comune di Milano, Vittorio Sgarbi, si oppose a questa decisione, attribuendo al graffito una buona qualità artistica, che andava preservata per senso di "pietas" nei confronti di Davide Cesare.
Un corteo è stato organizzato anche nel decennale della morte di Davide Cesare, assurto a simbolo della lotta antifascista; vi hanno partecipato circa 4000 manifestanti. Degli incidenti durante la manifestazione hanno causato notevoli disagi per le vie del centro di Milano: sono stati calcolati circa 400.000 euro di danni per la distruzione di vetrine e per danneggiamenti ad autovetture.

### Altri tributi
'O Zulù ha reinterpretato la canzone Stalingrado Milano Baghdad, dedicata a Dax da Microplatform, che contiene lo slogan "sedici marzo, bandiere rosse al vento: uccidono un compagno, ne nascono altri cento".
A Milano, in ricordo della vittima, sono state affisse due targhe. Una di esse recita:
L'altra recita: «Dax vive qui, 16-3-2003, Antifascista».
A Cosenza i Lumpen gruppo dal genere punk rock oi, nel 2011, dedica una canzone a Dax dal titolo:"Dax odia ancora" , contenuta nell'album " In ogni caso nessun rimorso".
Il fumettista Zerocalcare lo ha ricordato nel fumetto "La scuola di pizze in faccia del professor Calcare" all'interno di un capitolo che spiega l'impossibilità di dialogo con i movimenti che si rifanno al fascismo.
Il rapper Aban gli ha dedicato la canzone "Dax" contenuta nell'album "Rap Inferno" del 2021.

## Film sull'evento
- Andrea Pastor, Con Dax nel cuore, 2003. URL consultato il 20 marzo 2013.